# Judy Guinness
Heather Seymour Guinness, més coneguda com a Judy Guinness   (Dublín, 14 d'agost de 1910 - Matabeleland Septentrional, 24 d'octubre de 1952), fou una tiradora d'esgrima britànica, especialista en floret, que va competir durant la dècada de 1930.
El 1932 va prendre part en els Jocs Olímpics d'Estiu de Los Angeles, on guanyà la medalla de plata en la prova del floret individual del programa d'esgrima. Inicialment els jutges li havien atorgat la medalla d'or però, en un gest de joc net, els va informar que no havien pogut comptar dos cops guanyadors aconseguits per la seva oponent, l'austríaca Ellen Preis. Quatre anys més tard, als Jocs de Berlín, fou eliminada en sèries en la mateixa prova.
En el seu palmarès també destaquen dues medalles de plata al Campionat del món d'esgrima, el edicions de 1933 i 1934.
Era filla d'Henry Guinness, un enginyer, banquer i polític irlandès. El 1934 es va casar amb el pilot de carreres Clifton Penn-Hughes, que va morir en un accident d'avió. El 1942 es va tornar a casar amb John Henning. Va morir el 1952 a Springhare Farm, Rhodèsia.